# Patumaca
Patumaca (Patumaco, Patacama), plemenski naziv koji se spominje jedino na vjenčanim listovima u misiji Nuestra Señora de la Purísima Concepción de Acuña u San Antoniju, Teksas. Na ovu misiju dolaze negdje 1733. a poimence je poznato najmanje 30 pojedinaca, među kojima i Joseph Flores, koji je bio guverner među njima. Plemensko područje nije poznato, a na misiju dolaze s ostalim skupinama Coahuiltec iz sjeveroistočne Coahuile i susjednog Teksasa, po čemu se sudi (Thomas N. Campbell), da su možda Coahuiltecani.